# Wereldkampioenschappen synchroonzwemmen 2024 – Team technische routine
De team technische routine tijdens de wereldkampioenschappen synchroonzwemmen 2024 vond plaats op 5 en 6 februari 2024 in de Aspire Dome in Doha.

## Uitslag
| Rang   | Land             | Voorronde | Voorronde | Finale        | Finale        |
| Rang   | Land             | Punten    | Rang      | Punten        | Rang          |
| ------ | ---------------- | --------- | --------- | ------------- | ------------- |
| Goud   | China            | 304,1272  | 1         | 299,8712      | 1             |
| Zilver | Spanje           | 278,0675  | 3         | 275,8925      | 2             |
| Brons  | Japan            | 282,4379  | 2         | 275,8787      | 3             |
| 4      | Verenigde Staten | 273,2900  | 4         | 266,9333      | 4             |
| 5      | Italië           | 242,4208  | 6         | 260,8183      | 5             |
| 6      | Canada           | 259,4950  | 5         | 253,3550      | 6             |
| 7      | Israël           | 226,3484  | 8         | 237,6533      | 7             |
| 8      | Australië        | 220,6945  | 9         | 224,0447      | 8             |
| 9      | Kazachstan       | 212,8557  | 10        | 223,2108      | 9             |
| 10     | Oekraïne         | 234,8733  | 7         | 206,7175      | 10            |
| 11     | Slowakije        | 201,9179  | 11        | 201,5421      | 11            |
| 12     | Thailand         | 189,9891  | 12        | 187,8733      | 12            |
| 13     | Egypte           | 189,2367  | 13        | Uitgeschakeld | Uitgeschakeld |
| 14     | Griekenland      | 185,5846  | 14        | Uitgeschakeld | Uitgeschakeld |
| 15     | Brazilië         | 183,5283  | 15        | Uitgeschakeld | Uitgeschakeld |
| 16     | Costa Rica       | 147,7479  | 16        | Uitgeschakeld | Uitgeschakeld |
| 17     | Zuid-Afrika      | 118,8650  | 17        | Uitgeschakeld | Uitgeschakeld |